# Quellgasse 8

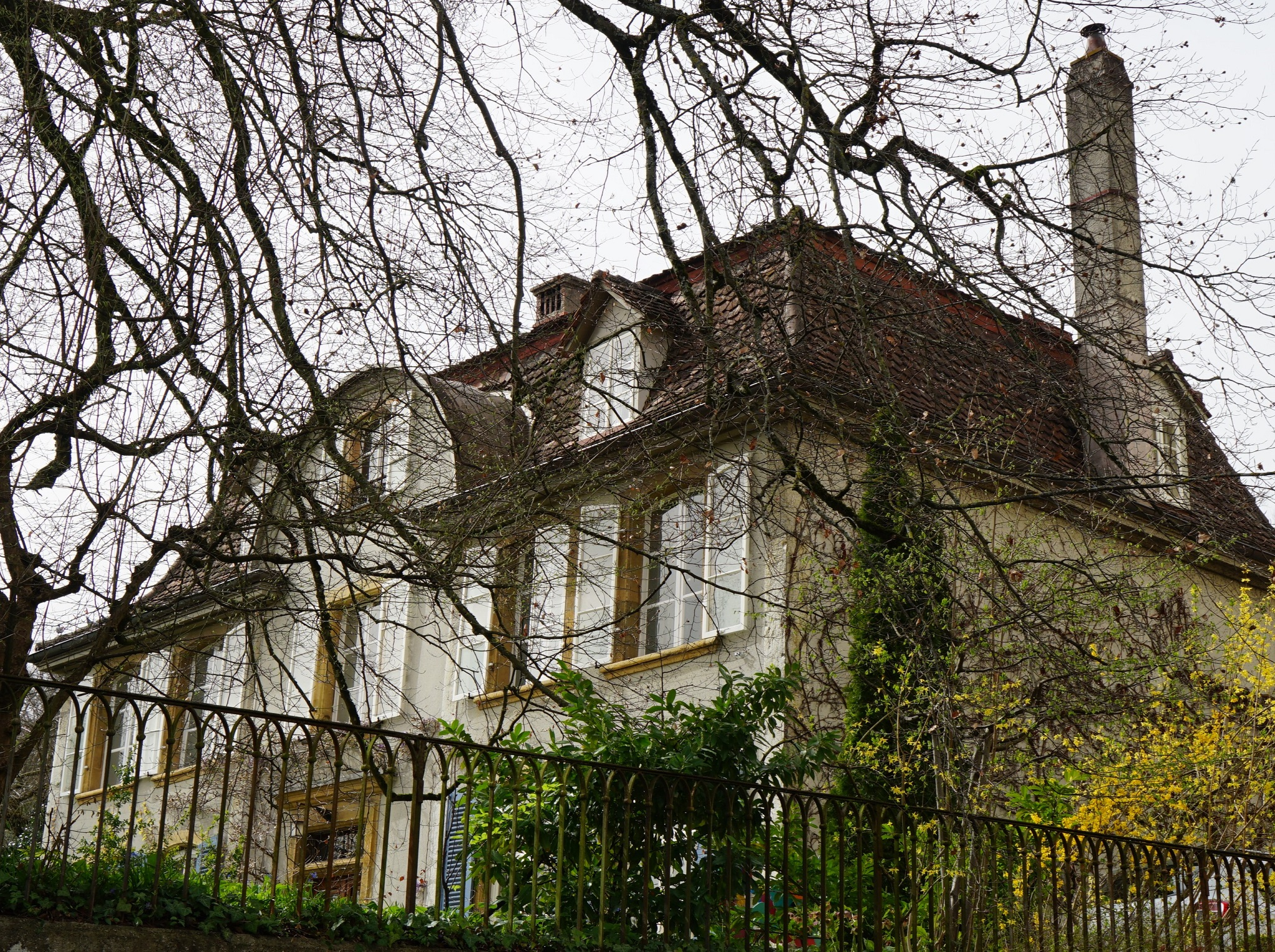
Ansicht der Gartenseite, 2024

Das Gebäude Quellgasse 8 in Biel (französisch Bienne) im Kanton Bern in der Schweiz wurde 1799 vollendet. Das Landhaus im Stil des Spätbarocks gilt als «gepflegt» und steht unter Denkmalschutz.

## Geschichte
Das Haus im Garten, auch Violette genannt, wurde von 1775 bis 1799 erbaut und war eines der ersten Wohnhäuser nördlich der Altstadt. Vorbild war der 100 Jahre ältere Landsitz Rockhall. Der Architekt Robert Saager entwarf 1934 den Anbau einer Arztpraxis im Norden des Gebäudes. Das Haus wurde 2003 als «schützenswert» in das «Bauinventar» der Denkmalpflege des Kantons Bern rechtswirksam aufgenommen und durch einen Vertrag vom 31. Oktober 2006 durch den Kanton geschützt. Kulturgüter-Objekte der «Kategorie C» wurden (Stand: Mai 2024) noch nicht veröffentlicht.

## Lage und Beschreibung
Das Haus liegt auf einer Hangterrasse in der Baugruppe C «Seevorstadt» nordwestlich der historischen Altstadt. Im Westen liegt die 1860 erbaute Villa Quellgasse 2, 4 und im Osten das Bieler Technikum. Der Landsitz ist ein Bindeglied zwischen Altstadt und Rebberg und gilt als «wichtiger Bestandteil» des Villengürtels.
Das Gebäude ist ein Putzbau mit zwei Geschossen und fünf Achsen. Es trägt ein Mansarddach. Zu den Hauterivegewändern der Stichbogenfenster kontrastieren Eck- bzw. Wandlisenen sowie ein Sockel, die in Kalkstein ausgeführt wurden. Die Südfassade ist symmetrisch angelegt, ihre «betonte» Mittelachse schneidet mit einem Rundgiebel in das Dach ein. Schindeln verranden die Westseite. Das Portal gilt als «qualitätvoll». Im grossen Garten stehen ein «reizendes Gartenhäuschen» und ein Halbovalbrunnen. Die südliche Einfriedung ist original, sie zeigt ein «vortreffliches» Tor aus Schmiedeeisen. Der grosse Garten wird durch alten Baumbestand geprägt.

## Belege
1. 1 2 3 4  Denkmalpflege des Kantons Bern: Biel/Bienne, Quellgasse 8. In: Bauinventar des Kantons Bern. Kanton Bern, abgerufen am 8. Juni 2024.

Koordinaten: 47° 8′ 30,3″ N, 7° 14′ 40,3″ O; CH1903: 585277 / 221214